# Terminaison artérielle
Les terminaisons artérielles sont des petits vaisseaux se trouvant à l'extrémité des artérioles (artères préfigurant les capillaires sanguins). Elles ont un diamètre compris entre 10 et 30 µm, et jouent un rôle majeur dans l'apport de nutriments vers le réseau capillaire.
Il existe deux types de terminaisons artérielles :
- les branches de type plexus, où plusieurs vaisseaux sont liés entre eux (plusieurs vaisseaux irriguent une même zone) et où l'obstruction de l'un de ces vaisseaux n'aura pas de conséquence majeure sur l'apport de nutriments essentiels au bon fonctionnement des organes ;
- les branches artérielles de type terminale, qui assurent l'apport de nutriments vers une zone précise. L'obstruction de l'un de ces vaisseaux aura pour conséquence la non irrigation d'une zone pouvant entraîner un infarctus.